# Cantó de Commercy
El cantó de Commercy és un cantó francès del departament del Mosa, situat al districte de Commercy. Té 19 municipis i el cap és Commercy.

## Municipis
- Boncourt-sur-Meuse
- Chonville-Malaumont
- Commercy
- Cousances-lès-Triconville
- Dagonville
- Erneville-aux-Bois
- Euville
- Frémeréville-sous-les-Côtes
- Geville
- Girauvoisin
- Grimaucourt-près-Sampigny
- Lérouville
- Mécrin
- Nançois-le-Grand
- Pont-sur-Meuse
- Saint-Aubin-sur-Aire
- Saint-Julien-sous-les-Côtes
- Vadonville
- Vignot

## Història
| Data d'elecció                           | Identitat        | Partit        | Qualitat |
| ---------------------------------------- | ---------------- | ------------- | -------- |
| 1945-1958                                | Maurice Charlier | Divers droite |          |
| 1958-1976                                | M. Perrin        | radical       |          |
| 1976-1998                                | François Dosé    | PS            |          |
| 1998-                                    | Alain Verneau    | PS            |          |
| les dades anteriors no són pas conegudes |                  |               |          |
|                                          |                  |               |          |

## Demografia
| A partir de 1990: Població sense dobles comptes |